# Philippe Wéry
Pour les articles homonymes, voir Wéry.
 (avril 2008).
Si vous disposez d'ouvrages ou d'articles de référence ou si vous connaissez des sites web de qualité traitant du thème abordé ici, merci de compléter l'article en donnant les références utiles à sa vérifiabilité et en les liant à la section « Notes et références ».
Philippe Wéry, né le 18 avril 1967 à Rocourt (Liège) en Belgique, est le plus grand champion de cani-cross belge et une des plus grandes figures de ce sport au niveau européen et mondial.

## Biographie
Il survole toutes les courses auxquelles il participe, que ce soit en cani-cross ou en bike-jöring.
Il est multi-champion de Belgique, a été champion d'Europe de bike-jöring ainsi que champion du monde 2007, titre acquis lors des Championnats du Monde à Rastede.
Depuis quelques années, il est directeur sportif de la Fédération de cani-cross belge (FCB-BCF).